# 정성훈 (1980년)
정성훈(鄭成勲, 1980년 6월 27일 ~ )은 전 KBO 리그 KIA 타이거즈의 내야수이다.

## 선수 시절

### 해태 타이거즈&KIA 타이거즈시절
광주제일고등학교를 졸업하고 1999년 신인 드래프트에서 고졸 신인 전체 1순위로 1차 지명을 받아 1억 5,000만원의 계약금을 받고 입단했다. 당시에 팀이 상당히 기대를 하고 지명해 입단 첫 해부터 주전으로 발탁됐다. 광주일고 출신의 호타준족 유격수로서 이종범과 유사한 스타일이라 제 2의 이종범이라 불리며 팬들의 기대를 모았다. 초기에는 유격수로서 상위 타순으로 출장했는데 수비 부담이 큰 포지션으로 인해 공격력이 떨어졌고 또한 유격수였던 홍세완 때문에 포지션과 타순을 옮겨 3루수, 하위 타순으로서 준수한 수비와 상위 타순에 공격 기회를 이어가는 역할로 제 역할을 해냈다.

### 현대 유니콘스시절
2003년 외야수 박재홍의 트레이드 상대로 KIA 타이거즈에서 현금 트레이드됐다. KIA 타이거즈에서 이현곤과의 포지션 중첩, 한국시리즈에서의 부진, 거포 야수의 부재 등을 이유로 성사된 트레이드였다. 2003년 시즌 3할대 타율을 기록했으나 시즌 중 손목 부상으로 전력에서 제외됐고 이로 인해 규정 타석에 미달해 타격왕 수상에 실패했다. 2004년에는 전년도에 손목 부상 후유증으로 저조한 성적을 기록하다가 그 해 9월에 병역 비리 사건에 연루돼 잔여 경기에 출장하지 못했다. 그는 이진영과 함께 기소 유예 처분을 받았다. 2005년부터 2007년까지 그는 팀에서 3루수로 공수 양면에서 핵심 선수로 활약했다.

### 우리 히어로즈시절
현대 유니콘스 선수단을 인계해 2008년에 창단됐을 때 몇몇 선수들의 연봉이 삭감됐으나 그는 오히려 연봉 1억원을 더 받았다. 이는 그가 시즌 후 FA를 앞두고 있기 때문이었다. 2008년 시즌 때 그는 부진에 시달렸고, 당시 감독이었던 이광환과의 관계도 안 좋았다. 시즌 중에 2군에 내려가는 등 프런트와의 관계가 원활하지 못해 일반적으로 FA 자격 취득 전 시즌에 커리어 하이를 보내는 대부분의 선수들과는 다르게 FA를 앞둔 시즌에 커리어 로우를 기록했다. 그의 플레이 스타일이 다소 건성으로 보인다는 점, 시즌 초 부진하다가 여름 이후에 급격하게 페이스를 끌어 올리는 전형적인 슬로우 스타터 스타일임을 감독이나 코치진이 이해하지 못했다는 말이 있다. 2008년 시즌 후 FA 자격을 얻어 LG 트윈스로 이적했는데 구단은 보상 선수를 받지 않고 보상금만 받았다. LG 트윈스의 과거 FA 실패 사례와는 다르게 성공적인 FA 영입으로 평가받았다.

### LG 트윈스시절
2008년 시즌 후 이진영과 함께 이적했다. 그가 영입되자 기존에 활약했던 3루수 김상현의 입지가 좁아져 김상현은 시즌 중 2009년 4월 19일에 KIA 타이거즈로 트레이드됐다. 이적 후 121경기에 출전해 126안타, 10홈런, 70타점, 3할대 타율로 이적 첫 해 준수한 성적을 올렸다. 하지만 2009년에는 항상 그에게 밀리기만 했던 김상현의 판정승으로 끝났다. 2010년에는 그와 김상현 모두 시즌 초반 잔부상 등으로 부진했다. 그는 날씨가 더워지며 부진을 떨치고 여름에 강한 모습을 보여줬다. 2010년에는 1300경기 출장, 1300안타, 600타점, 2000루타를 달성했다. 2011년에는 127경기에 출전해 123안타, 61득점, 57타점, 10홈런, 2할대 타율을 기록했고 2012년에는 107경기에 출전해 113안타, 50득점, 53타점, 12홈런, 3할대 타율을 기록했다. 2012년부터는 팀의 4번 타자이자 주전 3루수를 맡았다. 2012년 시즌 후 FA 자격을 다시 취득한 그는 11월 12일에 계약하며 잔류했다. 2013년 팀이 페넌트레이스 2위를 차지해 플레이오프에 직행하는데 큰 기여를 했다. 2014년 시즌 중반에는 본 포지션인 3루수에서 1루수로 전향했고, 타순도 4번에서 1번으로 옮기며 준수한 성적을 거둬 팀의 2년 연속 플레이오프 진출에 기여했다. 2015년 시즌 초반 부진에 빠진 팀을 이끌며 1번부터 4번까지 다양한 타순을 맡았으며, 타율도 리그 전체 1위를 기록했었다. 2017년 시즌 후 방출됐다.

### KIA 타이거즈복귀
2018년 1월 18일에 계약하며 친정 팀에 16년 만에 복귀했다. 2018년 11월 30일에 은퇴했다.

## 야구선수 은퇴 후
2019년부터 KIA 타이거즈의 2군 타격코치로 활동했다. 2022년부터 SPOTV의 야구 해설위원으로 활동했다.

## 논란
- 2015년 8월 10일 오전 7시쯤 서울 송파구 자신의 아파트 지하 주차장에서 술을 마신 채 차를 몰다 적발됐으나 다음 날 아무 징계 없이 계속 경기에 출전했다. 당시 혈중 알코올 농도는 0.126%로 면허 취소에 해당하는 수치였다.

## 국가대표 경력
- 2006년 WBC에서 선전해 병역 특례를 받았다.

## 응원가
- LG 트윈스 시절 - 원곡은 외국 동요 '작은 세상'이다. 가사 : 안타 날려라 LG 정성훈 안타 날려라 LG 정성훈 날려라 날려라 날려라 날려라 무적 LG 정성훈(x2)
- KIA 타이거즈 시절 - 날려라 날려 정성훈 오오오오오오 정성훈

## 출신 학교
- 송정동초등학교
- 무등중학교
- 광주제일고등학교

## 통산 기록
| 연도 | 팀명   | 타율  | 경기 | 타수 | 득점 | 안타 | 2루타 | 3루타 | 홈런 | 루타 | 타점 | 도루 | 도실 | 볼넷 | 사구 | 삼진 | 병살 | 실책 |
| ---- | ------ | ----- | ---- | ---- | ---- | ---- | ----- | ----- | ---- | ---- | ---- | ---- | ---- | ---- | ---- | ---- | ---- | ---- |
| 1999 | 해태   | 0.292 | 108  | 366  | 49   | 107  | 19    | 1     | 7    | 149  | 39   | 5    | 6    | 26   | 8    | 51   | 8    | 14   |
| 2000 | 해태   | 0.260 | 119  | 457  | 50   | 119  | 21    | 3     | 1    | 149  | 37   | 10   | 4    | 25   | 3    | 55   | 7    | 16   |
| 2001 | KIA    | 0.280 | 49   | 161  | 17   | 45   | 7     | 1     | 4    | 66   | 18   | 6    | 4    | 12   | 1    | 18   | 5    | 8    |
| 2002 | KIA    | 0.312 | 114  | 340  | 65   | 106  | 19    | 3     | 9    | 158  | 39   | 16   | 4    | 28   | 9    | 42   | 9    | 11   |
| 2003 | 현대   | 0.343 | 91   | 338  | 55   | 116  | 17    | 0     | 13   | 172  | 51   | 9    | 4    | 23   | 8    | 40   | 20   | 15   |
| 2004 | 현대   | 0.266 | 118  | 470  | 66   | 125  | 23    | 0     | 8    | 172  | 59   | 1    | 3    | 54   | 7    | 60   | 11   | 17   |
| 2005 | 현대   | 0.266 | 126  | 458  | 61   | 122  | 20    | 1     | 17   | 195  | 72   | 7    | 3    | 49   | 7    | 67   | 14   | 18   |
| 2006 | 현대   | 0.291 | 122  | 416  | 56   | 121  | 26    | 0     | 13   | 186  | 66   | 3    | 4    | 49   | 7    | 43   | 15   | 19   |
| 2007 | 현대   | 0.290 | 122  | 445  | 59   | 129  | 29    | 1     | 16   | 208  | 76   | 1    | 2    | 40   | 8    | 66   | 9    | 17   |
| 2008 | 우리   | 0.270 | 109  | 355  | 43   | 96   | 21    | 2     | 3    | 130  | 34   | 8    | 4    | 36   | 5    | 41   | 13   | 9    |
| 2009 | LG     | 0.301 | 121  | 419  | 62   | 126  | 19    | 2     | 10   | 179  | 70   | 5    | 0    | 59   | 4    | 46   | 10   | 7    |
| 2010 | LG     | 0.263 | 111  | 365  | 52   | 96   | 20    | 1     | 4    | 130  | 38   | 3    | 1    | 41   | 4    | 58   | 14   | 12   |
| 2011 | LG     | 0.291 | 127  | 422  | 61   | 123  | 18    | 1     | 10   | 173  | 57   | 9    | 2    | 49   | 5    | 69   | 16   | 12   |
| 2012 | LG     | 0.310 | 107  | 365  | 50   | 113  | 27    | 3     | 12   | 182  | 53   | 3    | 3    | 65   | 1    | 62   | 13   | 6    |
| 2013 | LG     | 0.312 | 121  | 407  | 64   | 127  | 22    | 1     | 9    | 178  | 62   | 13   | 6    | 59   | 7    | 58   | 2    | 14   |
| 2014 | LG     | 0.329 | 112  | 383  | 71   | 126  | 25    | 1     | 13   | 192  | 59   | 10   | 2    | 59   | 7    | 56   | 13   | 5    |
| 2015 | LG     | 0.284 | 117  | 363  | 47   | 103  | 16    | 1     | 9    | 148  | 45   | 9    | 4    | 54   | 13   | 65   | 9    | 5    |
| 2016 | LG     | 0.322 | 126  | 370  | 58   | 119  | 22    | 1     | 6    | 161  | 64   | 8    | 4    | 33   | 5    | 59   | 9    | 4    |
| 2017 | LG     | 0.312 | 115  | 276  | 32   | 86   | 14    | 0     | 6    | 118  | 30   | 4    | 3    | 36   | 6    | 49   | 4    | 5    |
| 2018 | KIA    | 0.295 | 88   | 183  | 22   | 54   | 11    | 0     | 4    | 77   | 28   | 0    | 1    | 16   | 5    | 49   | 5    | 6    |
| 통산 | 20시즌 | 0.293 | 2223 | 7359 | 1040 | 2159 | 396   | 23    | 174  | 3123 | 997  | 130  | 64   | 813  | 120  | 1054 | 216  | 220  |

## 같이 보기
- KBO 리그 개인 통산 최다 안타